# Phalops iphis
Phalops iphis là một loài bọ cánh cứng trong họ Bọ hung (Scarabaeidae).